# تاکانوری ایواتا
تاکانوری ایواتا (انگلیسی: Takanori Iwata؛ زادهٔ ۶ مارس ۱۹۸۹) بازیگر و رقصنده اهل کشور ژاپن است. از فیلم هایی که وی در آنها بازی کرده است میتوان به مجموعه تلویزیونی خواهر عزیز اشاره کرد.